# Derek Smith (écrivain)
Pour les articles homonymes, voir Smith et Derek Smith.
Derek Smith, né le 4 juillet 1926 à Londres et mort dans la même ville en décembre 2002, est un auteur britannique de roman policier.

## Biographie
Il fait sa scolarité dans un collège catholique avant d’entreprendre des études commerciales. De constitution fragile, il ne se mariera jamais, demeurant encore à l’âge adulte avec sa mère dans le foyer familial. Après la Deuxième Guerre mondiale, sa santé connaît un déclin marqué.  Il fait néanmoins son service militaire dans l’armée britannique où il s’occupe des transmissions radios en Italie et en Bulgarie.  Démobilisé, il revient à la vie civile fortement affaibli et doit séjourner deux ans dans un hôpital, puis dans un sanatorium. C’est pendant cette longue convalescence qu’il entreprend d’écrire des nouvelles, restées inédites, et des romans policiers. Appelez le diable (1953), un récit qui contient deux brillants problèmes d’énigmes en chambre close que parvient à résoudre le jeune détective amateur Algy Lawrence, se veut un hommage aux fictions policières de John Dickson Carr et de Clayton Rawson.
Derek Smith vit ses dernières années, seul, dans un modeste appartement londonien où il meurt dans l’oubli en décembre 2002.  

## Œuvre

### Romans

#### SérieAlgy Lawrence
- Whistle Up the Devil (1953) Publié en français sous le titre Appelez le diable, Paris, Librairie des Champs-Élysées, Le Masque no 552, 1956
- Come to Paddington Fair (1997)

## Sources
- Jacques Baudou et Jean-Jacques Schleret, Le Vrai Visage du Masque, vol. 1, Paris, Futuropolis, 1984, 476 p. (OCLC 311506692), p. 407.
- Claude Mesplède, Dictionnaire des littératures policières, vol. 2 : J - Z, Nantes, Joseph K, coll. « Temps noir », 2007, 1086 p. (ISBN 978-2-910-68645-1, OCLC 315873361), p. 797-798.